# Querétaro Fútbol Club B
El Querétaro Fútbol Club "B" o simplemente Querétaro "B" fue un club de fútbol profesional de México con sede en Santiago de Querétaro, Querétaro. Participaba en la Tercera División y fue filial del Querétaro Fútbol Club.

## Historia
El equipo fue fundado en 2007. La temporada 2013-14 el equipo no participa en la segunda división y reaparece para la 2014-15, siendo esta su última temporada y entonces desaparece, dejando su lugar al Querétaro Fútbol Club Premier.
Tras la desaparición del equipo premier, el equipo de tercera pasó a ser el equipo B, sin embargo, en 2019 también desapareció este equipo.

## Uniforme
| Período         | Proveedor |
| --------------- | --------- |
| 2019-Actualidad | Charly    |
| 2015-2019       | Puma      |
| 2013-2014       | Pirma     |

| Período | Pratocinio         |
| ------- | ------------------ |
| 2014    | Banco Multiva      |
| 2014    | Orsan Gasolinerías |
| 2014    | Coca Cola          |
| 2014    | Hospital Ángeles   |
| 2014    | Aeroméxico         |

## Temporadas
| Temporada | División           | Posición        |
| --------- | ------------------ | --------------- |
| 2018/2019 | 5.Tercera División | 12°. Grupo VIII |